# Мбам (река)
Мбам — река в Центральной Африке.
Протекает в Камеруне, левый и наиболее значимый приток реки Санага. Длина реки — 425 км. Судоходна для маломерных судов на бо́льшей части своего течения. Площадь водосборного бассейна — 42 300 км². Среднегодовой расход воды — 710 м³/с, в зависимости от сезона расход воды может сильно колебаться от 133 до 1900 м³/с.